# Nati nel 1620
| Questa pagina contiene informazioni ricavate automaticamente dalle voci biografiche con l'ausilio del template Bio e di un bot. L'aggiornamento è periodico e automatico e ricostruisce completamente la pagina. Se manca una persona in questa lista, sei pregato di non aggiungerla, ma accertati piuttosto che la sua voce biografica contenga il template Bio e che i dati anagrafici siano correttamente compilati. Se il template Bio manca, inseriscilo tu stesso o, in alternativa, metti l'avviso {{tmp\|Bio}} che ne segnala la mancanza. Se i dati riportati sono sbagliati, correggi direttamente la voce biografica; le modifiche saranno visibili in questa lista entro pochi giorni. Per chiarimenti vedi il progetto biografie. La lista contiene solo le 121 persone che sono citate nell'enciclopedia e per le quali è stato implementato correttamente il template Bio. Pagina aggiornata al 10 ago 2025. |

## Gennaio(6)
- 1º gennaio - Robert Morison, botanico scozzese († 1683)
- 2 gennaio - Hendrick Mommers, pittore olandese († 1693)
- 5 gennaio - Miklós Zrínyi, poeta croato († 1664)
- 9 gennaio - Antonio Günther I di Schwarzburg-Sondershausen, nobile († 1666)
- 29 gennaio - Lucy Hutchinson, poetessa, traduttrice e biografa inglese († 1681)
- 31 gennaio - Giorgio Federico di Waldeck, generale tedesco († 1692)

## Febbraio(4)
- 1º febbraio - Gustaf Bonde, politico svedese († 1667)
- 13 febbraio - Girolamo Casanate, cardinale italiano († 1700)
- 15 febbraio - Federico Guglielmo I di Brandeburgo, nobile († 1688)
- 15 febbraio - Adam Pynacker, pittore, incisore e mercante olandese († 1673)

## Marzo(2)
- 6 marzo - Théophile Bonet, medico, anatomista e patologo svizzero († 1689)
- 31 marzo - Antonio Lupis, scrittore italiano († 1700)

## Aprile(7)
- 15 aprile - Edward Villiers, nobile e ufficiale inglese († 1689)
- 17 aprile - Marguerite Bourgeoys, religiosa francese († 1700)
- 18 aprile - Winston Churchill, nobile, politico e storico inglese († 1688)
- 20 aprile - Vitaliano VI Borromeo, nobile, militare e mecenate italiano († 1690)
- 21 aprile - Salvatore Castiglione, pittore italiano († 1676)
- 24 aprile - John Graunt, statistico britannico († 1674)
- 25 aprile - Marco Vaccina, vescovo cattolico italiano († 1671)

## Maggio(2)
- 3 maggio - Bogusław Radziwiłł, nobile polacco († 1669)
- 19 maggio - Flaminio Torri, pittore italiano († 1661)

## Giugno(2)
- 6 giugno - Jan Baptist van Deynum, pittore fiammingo († 1668)
- 29 giugno - Masaniello, rivoluzionario italiano († 1647)

## Luglio(6)
- 3 luglio - Raffaele Fabretti, storico e archeologo italiano († 1700)
- 20 luglio - Nikolaes Heinsius il Vecchio, filologo classico e diplomatico olandese († 1681)
- 20 luglio - Carlo Massimo, cardinale, politico e numismatico italiano († 1677)
- 21 luglio - Jean Picard, abate e astronomo francese († 1682)
- 23 luglio - Buonaccorso Buonaccorsi, cardinale italiano († 1678)
- 29 luglio - Fabrizio Fontana, organista e compositore italiano († 1695)

## Settembre(6)
- 4 settembre - Ernesto Amedeo di Anhalt-Plötzkau, principe tedesco († 1654)
- 5 settembre - Antero Maria Micone, presbitero italiano († 1686)
- 6 settembre - Isabella Leonarda, compositrice e religiosa italiana († 1704)
- 18 settembre - Alberto II di Brandeburgo-Ansbach, nobile († 1667)
- 25 settembre - François Bernier, filosofo, medico e viaggiatore francese († 1688)
- 29 settembre - Johann Ludwig von Elderen, vescovo cattolico tedesco († 1694)

## Ottobre(6)
- 1º ottobre - Nicolaes Berchem, pittore olandese († 1683)
- 5 ottobre - Martín Ibáñez y Villanueva, arcivescovo cattolico spagnolo († 1695)
- 10 ottobre - Jean Magnon, drammaturgo, avvocato e storico francese († 1662)
- 27 ottobre - Filippo Luigi di Schleswig-Holstein-Sonderburg-Wiesenburg, nobile tedesco († 1689)
- 31 ottobre - John Evelyn, scrittore inglese († 1706)
- 31 ottobre - Pierre Puget, scultore, pittore e architetto francese († 1694)

## Novembre(6)
- 7 novembre - Flavio Orsini, duca italiano († 1698)
- 10 novembre - Ninon de Lenclos, scrittrice francese († 1705)
- 15 novembre - Cornelis Bega, pittore e incisore olandese († 1664)
- 18 novembre - Ercole Teodoro Trivulzio, militare e nobile italiano († 1664)
- 23 novembre - Henry Spencer, I conte di Sunderland, militare inglese († 1643)
- 24 novembre - Bonaventura da Barcellona, religioso spagnolo († 1684)

## Dicembre(3)
- 1º dicembre - Giacinto Maria Passati, vescovo cattolico italiano († 1680)
- 17 dicembre - Henri Charles de La Trémoille, nobile francese († 1672)
- 17 dicembre - Maurizio del Palatinato, principe tedesco († 1652)

## Senza giorno specificato(71)
- Giorgio Aleo, storico e predicatore italiano († 1684)
- Lionel Anderson, religioso inglese († 1710)
- Carlo de Angelis, vescovo cattolico italiano († 1690)
- Arabacı Ali Pascià, politico ottomano († 1693)
- Athittayawong, sovrano siamese († 1630)
- Ayaşlı İsmail Pascià, politico ottomano († 1690)
- Gaspare Beretta, ingegnere svizzero († 1703)
- Abraham van Beyeren, pittore olandese († 1690)
- Severino Boccia, abate e poeta italiano († 1697)
- Clemente Bocciardo, pittore italiano († 1658)
- William Brouncker, matematico inglese († 1684)
- Matteo Campani, presbitero, inventore e ottico italiano
- Bartolomeo Caravoglia, pittore italiano († 1691)
- Philippe de Carteret III, nobile britannico
- Francesco Castelbarco, politico italiano († 1695)
- Giovanni Battista Cavazza, pittore italiano
- Enrico di Cinq-Mars, francese († 1642)
- Carlo Coppola, pittore italiano († 1686)
- Leonardo Cozzando, scrittore e religioso italiano († 1702)
- Abraham van Cuylenborch, pittore e disegnatore olandese († 1658)
- Aelbert Cuyp, pittore olandese († 1691)
- Thomas Delavall, ufficiale inglese († 1682)
- John Flavel, religioso britannico († 1691)
- Claude Frassen, teologo e filosofo francese († 1711)
- Francesco Fulvio Frugoni, poeta, scrittore e drammaturgo italiano († 1686)
- Ercole Gaibara, violinista italiano († 1690)
- Eugenio Gamurrini, monaco cristiano, teologo e letterato italiano († 1692)
- Bernardino Genga, medico e anatomista italiano († 1690)
- Jan Gniński, diplomatico e politico polacco († 1685)
- James Hamilton, militare scozzese († 1673)
- Jan van den Hecke, pittore, incisore e disegnatore fiammingo († 1684)
- Jan de Herdt, pittore e disegnatore fiammingo († 1686)
- Gabriël van der Hofstadt, pittore fiammingo († 1690)
- Lambert de Hondt, pittore fiammingo († 1664)
- Matthew Hopkins, avvocato inglese († 1647)
- Johann Heinrich Hottinger, teologo svizzero († 1667)
- William Howe, naturalista britannico († 1656)
- Bagrat V d'Imerezia, re († 1681)
- Cristoforo Ivanovich, librettista, poeta e storico italiano († 1688)
- Jarig Jelles, filosofo e mercante olandese († 1683)
- Jean Juchereau De La Ferté, funzionario francese († 1685)
- Bartolomeo Ligozzi, pittore italiano
- Bonawentura Madaliński, vescovo cattolico polacco († 1691)
- Charles Maitland, III conte di Lauderdale, politico e nobile scozzese († 1691)
- Thomas Manton, religioso britannico († 1677)
- Edme Mariotte, fisico e presbitero francese († 1684)
- Nicolaus Mercator, matematico tedesco († 1687)
- Giovanni Giacomo Monti, architetto, scenografo e pittore italiano († 1692)
- Gurij Nikitin, pittore russo († 1691)
- Pio Fabio Paolini, pittore italiano († 1692)
- Margrethe Pape, nobile danese († 1684)
- Pierre Perrin, librettista francese († 1675)
- Roger Pratt, architetto inglese († 1684)
- Domenico Remps, pittore fiammingo († 1699)
- Robert Rich, V conte di Warwick, conte britannico († 1675)
- Jan Aelbertsz Riethoorn, pittore olandese († 1669)
- Pietro Maria IV de' Rossi, condottiero italiano († 1653)
- Francesco Maria Sauli, doge italiano († 1699)
- Girolamo Scaglia, pittore italiano († 1686)
- Johann Heinrich Schmelzer, compositore e violinista austriaco († 1680)
- Johan Sylvius, pittore svedese († 1695)
- François Verwilt, pittore e disegnatore olandese († 1691)
- Giambattista Volpe, compositore e direttore di coro italiano († 1692)
- Giovanni Wall, presbitero e francescano inglese († 1679)
- Thomas Watson, predicatore e teologo inglese († 1686)
- Giuseppe Zimbalo, architetto e scultore italiano († 1710)
- Angelo da Pietrafitta, scultore e religioso italiano († 1699)
- Jean de la Vallée, architetto francese († 1696)
- Carlo III d'Elbeuf, nobile francese († 1692)
- Jan Jansz van de Velde, pittore e incisore olandese († 1662)
- Jan van den Eynde II, architetto, scultore e mercante fiammingo († 1702)